# Hildreth (Nebraska)
Hildreth é uma vila localizada no Estado americano de Nebraska, no Condado de Franklin.

## Demografia
Segundo o censo americano de 2000, a sua população era de 370 habitantes.
Em 2006, foi estimada uma população de 344, um decréscimo de 26 (-7.0%).

## Geografia
De acordo com o United States Census Bureau, a localidade tem uma área de 1,4 km², sem área coberta por água.

## Localidades na vizinhança
O diagrama seguinte representa as localidades num raio de 24 km ao redor de Hildreth.